# Sadabad
Sadabad is een nagar panchayat (plaats) in het district Hathras van de Indiase staat Uttar Pradesh. 

## Demografie
Volgens de Indiase volkstelling van 2001 wonen er 31.737 mensen in Sadabad, waarvan 53% mannelijk en 47% vrouwelijk is. De plaats heeft een alfabetiseringsgraad van 53%.